# Barns Courtney

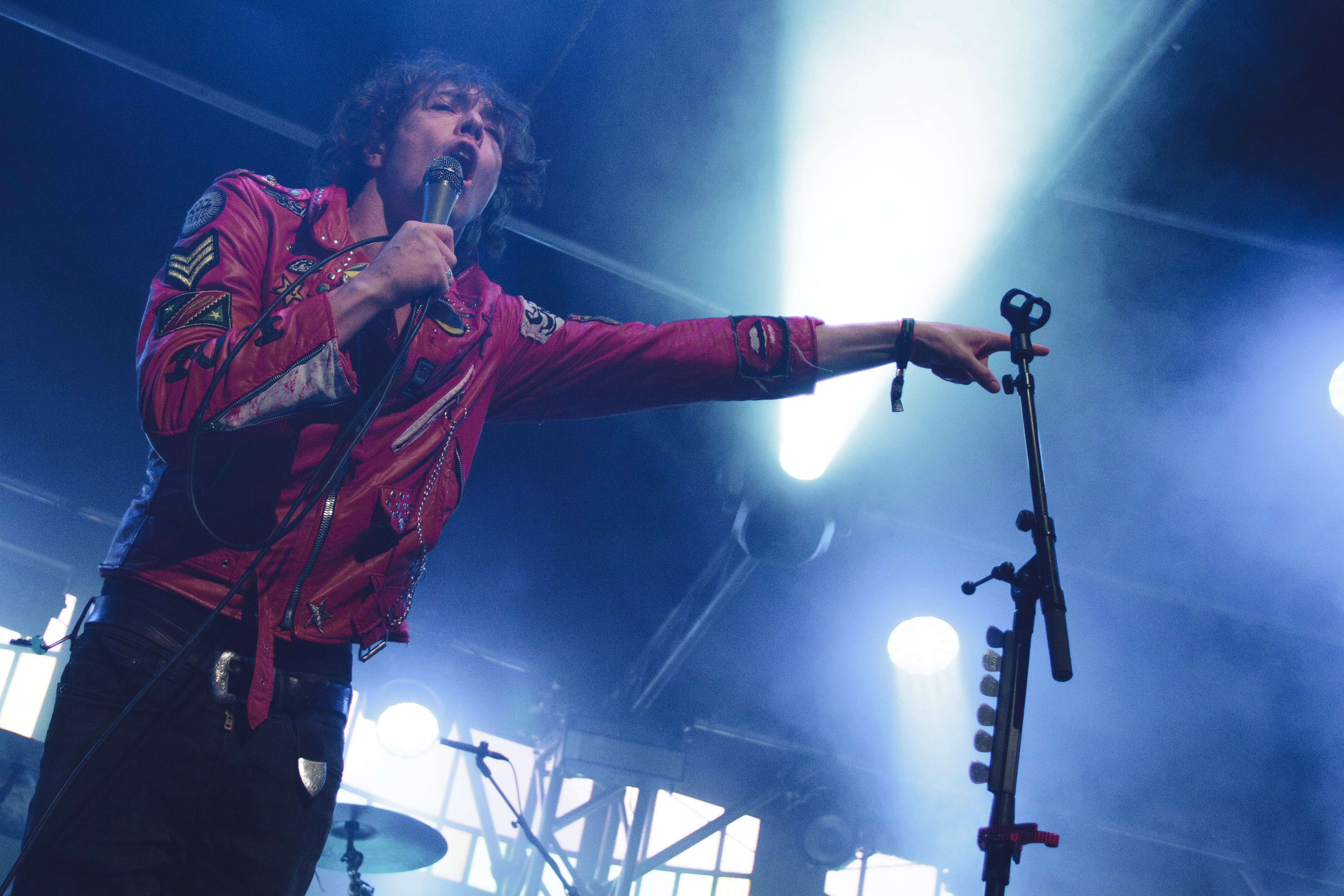
Barns Courtney auf dem Haldern Pop Festival 2019

Barnaby George „Barns“ Courtney (* 17. November 1990 in Ipswich) ist ein britischer Singer-Songwriter und Musiker.

## Leben
Barns Courtney zog im Alter von vier Jahren mit seiner Familie nach Seattle und kehrte mit 15 in das Vereinigte Königreich zurück. Er machte sich zunächst als Sänger der Indie-Rock-Band SleeperCell einen Namen, die an der Show Orange unsignedAct auf Channel 4 teilnahm. Anschließend trat er Dive Bella Dive bei, die bei Island Records unter Vertrag standen und auf dem Download Festival 2012 spielten. Die Band spielte in Los Angeles Material für ihr erstes Album ein, das jedoch nie veröffentlicht wurde. Stattdessen entließen Island Records die Band aus ihrem Vertrag.
Barns Courtney versuchte sich danach an einer Solokarriere, doch die Vertragsauflösung sorgte dafür, dass er eine ganze Zeitlang obdachlos war. Er hielt sich in London als Zigarettenverkäufer und Angestellter bei PC World über Wasser und lebte in jener Zeit bei Freunden und Bekannten.
2015 konnte er endlich in der Musikindustrie Fuß fassen. Glitter & Gold, seine erste Single, wurde in der Sendung BBC Introducing und von Phil Taggert auf BBC Radio 1 gespielt. 2016 durfte er bei BBC Radio 1’s Big Weekend auftreten. Das Lied erreichte außerdem Chartplatzierungen bei Spotify und iTunes.
2015 entschied sich Harvey Weinstein, seinen Song Fire in John Wells Film Im Rausch der Sterne einzusetzen. Das Lied erreichte dadurch Chartpositionen in diversen Billboard-Spezialcharts.
Courtney trat 2016 auf dem South-by-Southwest-Musikfestival in Austin, Texas auf und durfte mit Fire in Conan O’Briens Talkshow Conan auftreten. Anschließend eröffnete er für so unterschiedliche Bands und Künstler wie The Libertines, The Who, Ed Sheeran, Tom Odell und Fitz and the Tantrums. 2016 erschien seine erste Extended Play The Dull Drums. 2017 wurde der Song Hellfire als offizieller Theme-Song der WWE-Veranstaltung Extreme Rules verwendet.
Am 29. September 2017 erschien Barn Courtneys Debütalbum The Attractions of Youth über Virgin EMI und Universal Records. Im Mai 2018 wurde Glitter & Gold als Titelsong für die Netflix-Serie Safe verwendet.
Im Jahr 2018 wurden verschiedene Videos von Barns Courtney gemeinsam mit LookMumNoComputer online gestellt.

## Diskografie
Alben
- 2017: The Attractions of Youth (Virgin EMI, Universal)
- 2019: 404 (Virgin EMI, Universal)
- 2024: Supernatural (Virgin EMI, Universal)

EPs
- 2016: The Dull Drums (EMI)

Singles
- 2015: Glitter & Gold (UK: Silber, US: Gold)
- 2015: Fire
- 2017: Golden Dandelions
- 2017: Never Let You Down
- 2017: Kicks
- 2018: Champion
- 2019: 404

## Auszeichnungen für Musikverkäufe
| Goldene Schallplatte - Brasilien - 2024: für die Single Glitter & Gold - Polen - 2024: für die Single Glitter & Gold |

Anmerkung: Auszeichnungen in Ländern aus den Charttabellen bzw. Chartboxen sind in ebendiesen zu finden.
| Land/RegionAuszeichnungen für Musikverkäufe (Land/Region, Auszeichnungen, Verkäufe, Quellen) | Silber  | Gold     | Platin | Verkäufe | Quellen             |
| -------------------------------------------------------------------------------------------- | ------- | -------- | ------ | -------- | ------------------- |
| Brasilien (PMB)                                                                              | —       | Gold1    | —      | 20.000   | pro-musicabr.org.br |
| Polen (ZPAV)                                                                                 | —       | Gold1    | —      | 25.000   | olis.pl             |
| Vereinigte Staaten (RIAA)                                                                    | —       | Gold1    | —      | 500.000  | riaa.com            |
| Vereinigtes Königreich (BPI)                                                                 | Silber1 | —        | —      | 200.000  | bpi.co.uk           |
| Insgesamt                                                                                    | Silber1 | 3× Gold3 | —      |          |                     |